# Konfliktsimulation (Brettspiel)

Spieltyp Konfliktsimulationsspiel

Als Konfliktsimulation(-sspiel) (kurz: Kosim oder Cosim, englisch: Consim, bedeutungsgleich auch Wargame) werden komplexe Brettspiele bezeichnet, die reale oder fiktive militärische Auseinandersetzungen auf einer taktischen oder strategischen Ebene simulieren.

## Einordnung

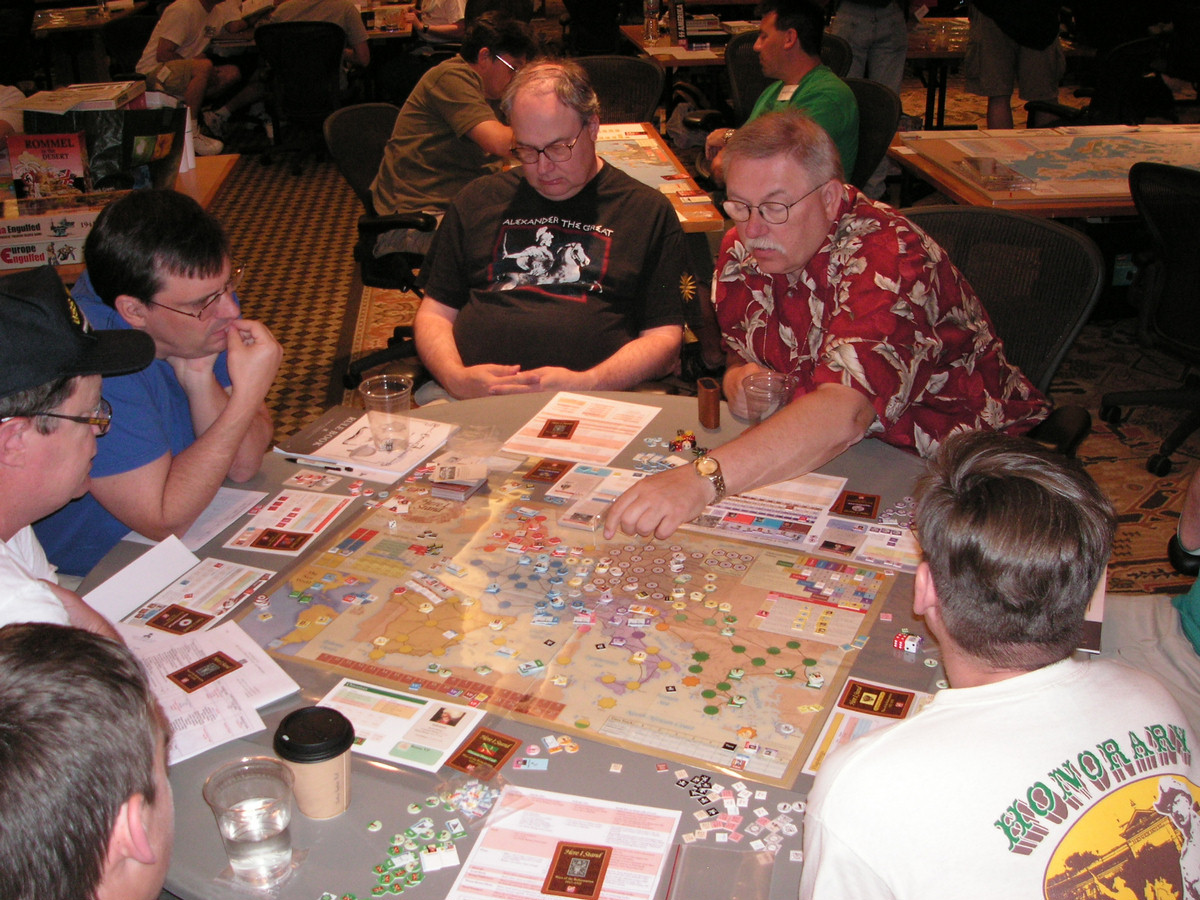
Cosim-Spieler auf der CSW Expo 2009

Konfliktsimulationsspiele sind eine vor allem im angelsächsischen Sprachraum verbreitete Form von abstrakten Brettspielen, die kriegerische Auseinandersetzungen mit Hilfe eines mehr oder weniger komplexen Regelwerks nachbilden. Sie können sich auf antike, zeitgenössische oder zukünftige Konflikte beziehen, einige sind auch im Bereich des Science-Fiction oder der Fantasy angesiedelt. Die meisten Spiele behandeln jedoch Szenarien des 20. Jahrhunderts, vor allem des Zweiten Weltkriegs.
Die Spiele simulieren in unterschiedlichen Komplexitätsgraden militärische Vorgänge wie Truppenaufbau, Versorgung, Bewegung und Kampf. Seltener spielen Nebeneinflüsse wie Kampfmoral oder sozioökonomische Entwicklungen eine Rolle. Ethische oder philosophische Fragen gehören nicht zum Umfang der Spiele. Komplexe Spiele, die sich neben den militärischen Komponenten schwerpunktmäßig mit soziokulturellen Aspekten wie Politik oder Diplomatie befassen, werden Planspiele genannt. Weniger komplexe Spiele, die das Thema Krieg zum Gegenstand haben (z. B. Risiko), werden meist schlicht als Gesellschaftsspiel bezeichnet. 
Die Spiele dienen hauptsächlich der Unterhaltung, in einigen Fällen wurden sie in den USA zu Unterrichtszwecken verwendet. Für militärische Übungszwecke reicht normalerweise der Realismusgrad nicht aus. Militärische Simulationen, die zur Ausbildung von Soldaten benutzt werden, heißen militärische Planspiele oder früher auch Sandkastenspiele.
Der differenzierte Begriff Konfliktsimulationsspiel und seine Abkürzung Cosim haben sich vor allem in Deutschland als Euphemismus für Brettspiele mit dem Thema Krieg etabliert. In anderen Ländern wird dieser Spieltyp meist mit dem Oberbegriff Kriegsspiele (englisch: Wargame; französisch: Jeu de guerre) bezeichnet.
Noch in den 1980er Jahren wurde in der deutschen Presse überwiegend kritisch über Cosims berichtet. Die Spiele hatten einen ambivalenten Ruf. Krieg wurde als kein geeigneter Hintergrund für Spiele angesehen. Zumindest Computerspiele mit kriegerischem Inhalt werden heute in den meisten Zeitungen unbefangen besprochen, solange sie nicht übertriebene Gewaltdarstellung enthalten. Für Cosims hat dies wenig Bedeutung, da die Spiele nach wie vor eine geringe Verbreitung in Deutschland besitzen und fast nur noch über den Versandhandel aus dem Ausland zu beziehen sind. Auch in den angelsächsischen Ländern, der ehemaligen Hochburg der Cosims, hat diese Spielform inzwischen viele Anhänger zu Gunsten der Computerspiele verloren.

## Spielbeschreibung
Konfliktsimulationsspiele gibt es in unterschiedlichen Ausführungen mit verschiedensten Szenarien. Trotz dieser Vielfältigkeit liegen den meisten Konfliktsimulationsspielen ähnliche Regeln oder Strukturmerkmale zugrunde.

### Basisregeln

Eine typische Spielszene eines Cosims, in der ein roter Spieler einen amphibischen Angriff gegen einen grünen Spieler auf einer Insel durchführt.

Alle Cosims laufen rundenbasiert ab, sodass die Mitspieler ihre Züge jeweils abwechselnd planen und dann ausführen. In fast allen Spielen werden militärische Einheiten durch sogenannte Counter repräsentiert, die die Eigenschaften der entsprechenden Einheit angeben. Zu den Eigenschaften gehört immer ein Bewegungswert, der die Mobilität der Einheit bestimmt, und ein Kampfwert, der die Kampfstärke aufführt. Beide Eigenschaften können auch implizit angegeben oder beliebig differenziert auf mehrere spezifischere Werte aufgeteilt sein. So kann ein Kampfwert auf Nahkampf- und Fernkampfwert aufgeteilt sein, oder es kann ein anderer Defensivwert als Offensivwert existieren.
Der Spielplan eines Konfliktsimulationsspiels besteht meistens aus einem hexagonalen Gitternetz, in dem jedes Hexagon ein Spielfeld darstellt. Nur bei wenigen Spielen kommen quadratisch oder anderweitig angeordnete Spielfelder vor. Die Counter werden nach bestimmten Regeln, z. B. abhängig vom Gelände, den Wetterbedingungen, der Versorgung oder dem Zustand der jeweiligen Einheit über das Spielfeld gezogen. Geraten gegnerische Einheiten in die Wirkungsreichweite der anderen, kann dies zu einem Gefecht führen.
Gefechte werden überwiegend mit Würfeln durchgeführt, die einen gewissen Zufall ins Spiel bringen. Die Bedeutung der Würfelergebnisse hängt aber von weiteren Einflüssen ab, wie der quantitativen oder qualitativen Über- oder Unterlegenheit, der Stellung der Einheiten zueinander, bestimmten Geländeeigenschaften oder weiteren Faktoren. Die Kampfergebnisse werden meist mit Hilfe einer oder mehrerer Ergebnistabellen (englisch: Combat Result Table) und dem Würfelwurf ermittelt. In den meisten Fällen spielt das Glück nur eine nachrangige Rolle, da die Tabellen für eine bestimmte Konstellation nur wenig unterschiedliche Auswirkungen zulassen. Auswirkungen können Schaden oder die Vernichtung für eine oder mehrere Einheiten bedeuten, aber auch erzwungene Rückzüge oder der Entzug von Fähigkeiten.
Die Spiele werden durch das Erreichen bestimmter an das Szenario angepasster taktischer Ziele gewonnen. Die Ziele hängen dabei vom historischen Anspruch des Spiels ab. Das kann zum Beispiel die Eroberung eines Gebietes oder einer Stadt sein, oder aber auch nur das Verlangsamen des Angriffs eines übermächtigen Gegners.

### Spielweisen
Die meisten Cosims simulieren den Konflikt zwischen zwei Parteien. Daher ist die häufigste Spielweise das Zweispieler-Spiel. Selbst bei Mehrspieler-Spielen gibt es gewöhnlich nur zwei Teams, deren Mitglieder im Wesentlichen dieselben Ziele verfolgen (zum Beispiel Achsenmächte gegen Alliiertes Team). Verbreitet ist jedoch auch das Einspieler-Spiel, weswegen für viele Cosims üblicherweise eine Einzelspielbarkeit (Solitaire Suitabiliy) ausgewiesen wird. Sie gibt ähnlich den Werten zur Komplexität Einstufungen von sehr geeignet bis wenig geeignet an. Das Einzelspiel dient unter anderem dem gezielten Ausprobieren von alternativen Abläufen historischer Szenarien, um deren hypothetische Auswirkungen zu erfahren.

### Komplexitätsstufen
Zur besseren Orientierung wird den meisten Konfliktsimulationsspielen vorab ein Komplexitätsgrad beigemessen. Bereits mittlere Komplexitätstufen übersteigen die gängiger Gesellschaftsspiele. Die mittleren und komplexen Spiele dauern viele Stunden oder mehrere Tage. Verbreitet ist eine Einteilung in vier Stufen:
| Komplexitätsstufe | Beschreibung der vier Stufen |
| ----------------- | --- |
| einfach           | Dieser Grad bedeutet das Einsteigerniveau. Er wird sehr einfachen Cosims mit bis zu 100 Countern gegeben und entspricht in etwa komplexen Gesellschaftsspielen wie Diplomacy. Weitere Beispiele sind Tactics oder War at Sea.     |
| mittel            | Diesen Grad erhalten einfache Cosims mit etwa 100–400 Countern, die differenzierte Kampfwerte für Einheiten und Ergebnistabellen für Kämpfe haben. Ein Beispiel ist NATO - The next War in Europe.                                |
| hoch              | Spiele mit dieser Einstufung enthalten normalerweise mehr als 400 Counter und komplexe Nachschubs-, Bewegungs-, Transport-, Sicht- und Kampfregeln sowie meist mehrere zusätzliche Umgebungseinflüsse wie Wetter oder Kampfmoral. |
| sehr hoch         | Spiele der höchsten Kategorie haben sehr viele Counter und sehr komplexe Abhängigkeiten zwischen Versorgung, Bewegung, Kampf, Umgebung und/oder sozioökonomischen Vorgängen.                                                      |

### Spielebenen
Neben ihrer Komplexität und dem zeitlichen Bezug auf verschiedene Epochen unterscheiden sich Cosims auch durch ihre Spielebene. Die Spielebene bezieht sich in diesem Zusammenhang auf die Führungsebene, für die militärische Aktionen von den beteiligten Spielern wahrgenommen werden. 
| Name der Spielebene   | Beschreibung der Spielebene |
| --------------------- | --- |
| Skirmish Level        | bezieht sich auf militärische Operationen auf kleinster Ebene. Die Elemente im Spiel repräsentieren einzelne Soldaten, Fahrzeuge oder Waffen. Ansonsten gleichen die Bedingungen dem Tactical Level. Ein Beispiel für diese Spielebene ist Up Front.                                             |
| Tactical Level        | beschreibt militärische Operationen auf Ebene kleiner Infanterieeinheiten, einzelner Panzer, Boote oder Flugzeuge. Ein Beispiel für diese Spielebene ist Squad Leader oder Advanced Squad Leader.                                                                                                |
| Operational Level     | beschreibt Operationen auf der Ebene eines Feldzuges mit dem Ziel, Versorgungswege zu sichern und militärische Aktionen in größerem Rahmen durchzuführen und zu koordinieren. Es werden Einheiten in der Größenordnung von Geschwadern, Divisionen und Bataillonen befehligt.                    |
| Strategic Level       | umfasst militärische Geschehen aus dem Blickwinkel des Oberbefehlshabers. Die Spieler steuern auf dieser Stufe Korps, Armeen und Flottenverbände sowie das militärische, ökonomische und politische Geschehen ganzer Nationen. Ein Beispiel hierfür ist Advanced Third Reich oder Totaler Krieg. |
| Grand Strategic Level | bezeichnet die Spielebene, in der nicht einzelne Kriegsschauplätze, sondern alle Kriegsschauplätze eines Krieges abgebildet werden. Ein Beispiel für ein solches Spiel wären eine Kombination aller Sets von A World at War.                                                                     |

## Entstehung
Den Konfliktsimulationsspielen ging eine lange Entstehungsgeschichte von Kriegs- und Kampfspielen voraus.

### Kriegsspiele

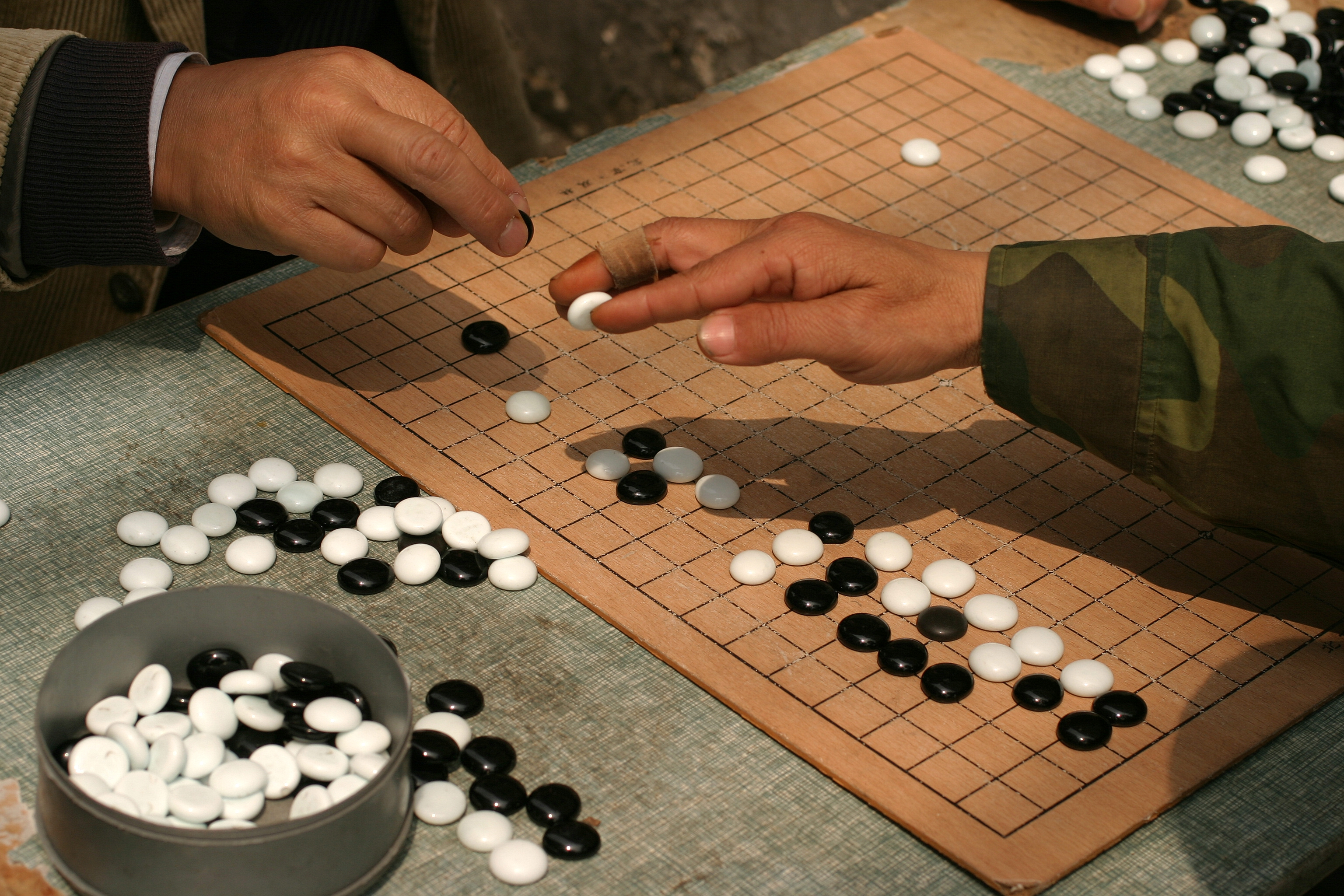
Traditionelle Go-Spieler in Shanghai.

Spiele mit kriegerischer Handlung gibt es seit sehr langer Zeit. Die früheste Überlieferung eines Brettspiels, das den Kampf zwischen zwei Heeren zum Inhalt hatte, datiert auf etwa 1000 v. Chr. und kommt aus China. Das Spiel wird unterschiedlich entweder als Wei-Hai oder Wei-Chi bezeichnet und ist eine Vorläuferform des heutigen Go. Auch in der antiken griechischen und römischen Kultur gab es kriegerische Brettspiele wie Petteia (griechisch) oder Ludus Latruculorum (römisch), beides Vorläuferformen des heutigen Schachs. Aus diesen Spielen haben sich über die Jahrhunderte und über die Kulturen hinweg zahlreiche Varianten entwickelt. Diese Spiele hatten aber alle keinen simulativen Charakter und dienten vornehmlich dem Zeitvertreib. Erst 1782 gab es durch Johann Christian Ludwig Hellwig aus Leipzig erste Versuche, in einem Kriegspiel einen erhöhten Realitätsgrad zu erreichen. Und ab dem frühen 19. Jahrhundert wurden Kriegspiele sogar offiziell zur militärischen Ausbildung genutzt. Das erste Spiel zu diesem Zweck hieß schlicht Kriegsspiel und wurde 1811 von Baron von Reiswitz vorgestellt. Es enthielt bereits viele Elemente, die den Charakter eines Cosims ausmachen. Dieses Spiel würde nach heutigem Sprachgebrauch allerdings zu den Tabletop-Spielen zählen.

### Erste Cosims
Die ersten Spiele, die als einfache Cosims gelten können, stammen aus dem frühen 20. Jahrhundert. In der Zeit vor dem Ersten Weltkrieg wurden in England und Deutschland zahlreiche Brettspiele entweder als propagandistische Werkzeuge zur Unterstützung der Kriegslust oder aus wirtschaftlichen Erwägungen wegen ebendieser hohen Kriegslust produziert. Die meisten Spiele hatten sehr einfache Regeln und waren entweder Wettrennspiele oder Varianten von Dame, Halma oder Wolf und Schafe, nur mit kriegerischen Motiven versehen. Einige Spiele hatten jedoch innovative Spielmechanismen wie L'attack von 1910 (heute bekannt als Stratego) oder War Tactics, or Can Great Britain be Invaded? von 1915, welches als erstes eigentliches Cosim gilt. Es nutzte bereits Counter und hatte ein Regelwerk, das versuchte, verschiedene militärische Aspekte spielerisch abzubilden. Bis Ende des Zweiten Weltkriegs erschienen in Europa und Amerika noch weitere einfache Cosims.

### Die Entwicklung nach dem Zweiten Weltkrieg
Nach dem Zweiten Weltkrieg brach der Markt für Brettspiele mit Kriegsinhalt weltweit fast vollständig ein. Insbesondere in Deutschland galten alle auch nur ansatzweise mit Krieg in Verbindung stehenden Spiele als inakzeptabel. Der Start des großen Booms der Cosims erfolgte 1954 in den USA, als Charles S. Roberts das Spiel Tactics veröffentlichte. Er erkannte das wirtschaftliche Potenzial dieser Spiele zu jenem Zeitpunkt und brachte schnell mit seiner eigens dazu gegründeten Firma  The Avalon Hill Game Company noch andere Spiele auf den Markt. Dem Boom schlossen sich weitere Firmen an (z. B. Simulations Publications Inc.), und so wurden bis Ende der 1970er Jahre weit über 100 Cosims veröffentlicht. Dabei wurden viele Spiele zunehmend komplexer, aber auch immer weniger spielbar. In den 1980er Jahren war der Markt schließlich übersättigt, und es kam zu ersten Konsolidierungseffekten unter den Herstellern.  Zusätzlich begannen ab Mitte der 1980er Jahre Computer-Strategiespiele eine ernste Konkurrenz zu werden, da sie viele der Berechnungen der Cosims automatisch durchführen, und die komplexen Spiele damit wesentlich besser spielbar wurden. Ab Anfang der 1990er Jahre brachen die Verkaufszahlen von Cosims drastisch ein, und 1999 musste mit Avalon Hill auch der letzte große Hersteller von Cosims aufgeben. Seitdem führen die Spiele ein Nischendasein. Es werden allerdings immer wieder neue Spiele von kleinen Herstellern aufgelegt.

### Situation in Deutschland
In Westdeutschland wurde nach dem Zweiten Weltkrieg bis etwa Ende der 1980er Jahre das Thema Krieg weitgehend tabuisiert. Entsprechend gab es auch keine deutschen Brettspielentwicklungen zum Thema Krieg. Einige Spiele wurden aus dem Ausland übernommen, aber selbst bei diesen mussten teilweise Änderungen vorgenommen werden, um einer Indizierung auf der Liste der jugendgefährdenden Medien zu entgehen. Avalon Hill verkaufte allerdings seit den 1960er Jahren per Versandhandel aus den USA seine Spiele, zum Teil mit deutschen Spielanleitungen. 1982 startete der Verlag Simulations Publications Inc. auf der Nürnberger Spielwarenmesse den Versuch, seine Cosims offiziell auf dem deutschen Markt einzuführen. Der Versuch wurde wegen negativer Reaktionen der Presse gestoppt. Da Cosims aber nie offiziell verboten waren, konnten importierte Spiele seit den 1970er Jahren für eine interessierte Spielerschaft in einigen speziellen Fachgeschäften durchaus erworben werden.
In Ostdeutschland gab es keine den Cosims vergleichbare Spielform.
Mit der Normalisierung der Außenpolitik in Deutschland seit Ende des Ost-West-Konflikts ist auch der Umgang mit dem Thema Krieg ein anderer geworden. Bereits seit Anfang der 1990er Jahre werden wieder Kriegsspiele ins Deutsche übersetzt und teilweise sogar in Deutschland entwickelt (siehe Battle Isle), dabei handelt es sich allerdings überwiegend um Computer-Strategiespiele.

## Artverwandte Spieltypen

### Tabletop

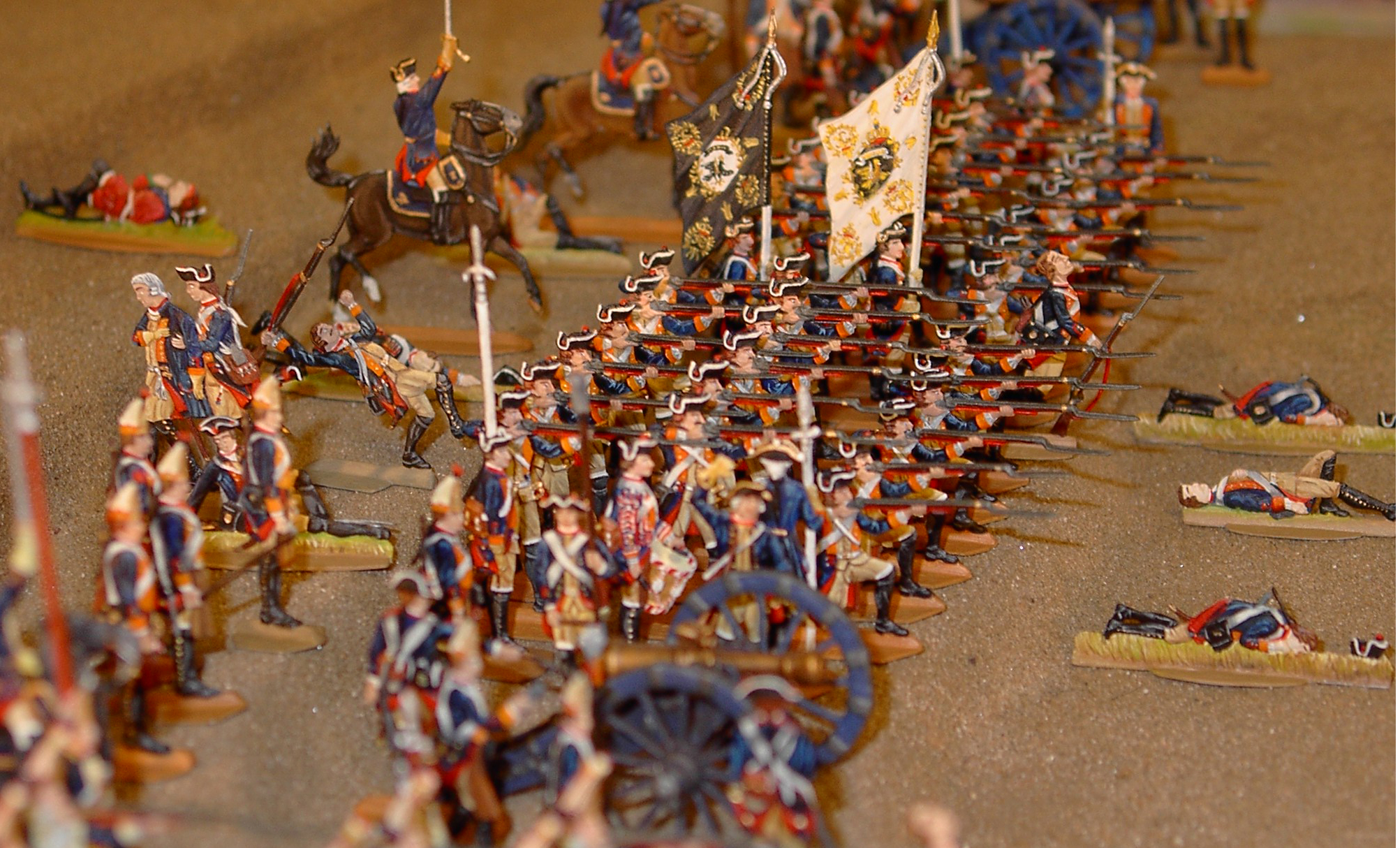
Flachzinnfiguren (in einer Nachstellung der Schlacht von Kunersdorf 1757)

Tabletop(-Spiele) sind eine Form von gegenständlichen Strategiespielen, die auf Tischen oder großen Flächen gespielt werden. Sie ähneln den militärischen Sandkastenspielen. Anstelle eines abstrakten Spielplans und abstrakter Counter werden hier modellhaft Schlachten mit realen Nachbildungen von Landschaften und kleinen, meist aus Zinn oder Plastik bestehen Figuren nachgestellt. Die Spielregeln von Tabletops ähneln prinzipiell denen von Cosims, jedoch werden Entfernungswerte und Sichtverbindungen mit Maßbändern oder visueller Kontrolle vorgenommen. Die Kampf- und Bewegungswerte der Figuren sind nicht wie bei Countern aufgedruckt, sondern werden entweder implizit oder auf Tabellen außerhalb des Spielfeldes geführt.

### Computer-Strategiespiele
Computer-Strategiespiele sind eine Spielform, die in ihrer Anfangszeit viele Ideen der Cosims übernommen hat. In Erweiterung zu diesen haben Computerspiele mehr Möglichkeiten, realistische Kampfbedingungen zu simulieren. Hierzu zählt vor allem eine angemessene Umsetzung des Nebel des Krieges, wodurch Überraschungsmomente und damit erweiterte Formen der Kriegslist möglich werden. Aber auch der Umstand, dass komplizierte Berechnungen elektronisch erfolgen, ermöglicht sehr komplexe Simulationen bis hin zu Echtzeit-Strategiespielen, ohne die Spielbarkeit merklich einzuschränken. Hinzu kommt die Möglichkeit, alleine gegen eine Künstliche Intelligenz zu spielen, oder menschliche Mitspieler für ein Online-Spiel im Netz zu finden. In den frühen 1980er Jahren entwickelte insbesondere die Firma Strategic Simulations Inc. Computerspiele, die noch stark auf den Prinzipien der Cosims basierten. Auch Avalon Hill setzte einige Spiele auf den Computer um. Spätestens seit Ende der 1980er Jahre hat diese Spielform eine starke Eigendynamik entwickelt, aus der ein vielfältiges und erfolgreiches Genre entstanden ist. Eine Umsetzung von klassischen Cosims in Computerspiele findet heute praktisch nicht mehr statt.

### Militärische Planspiele

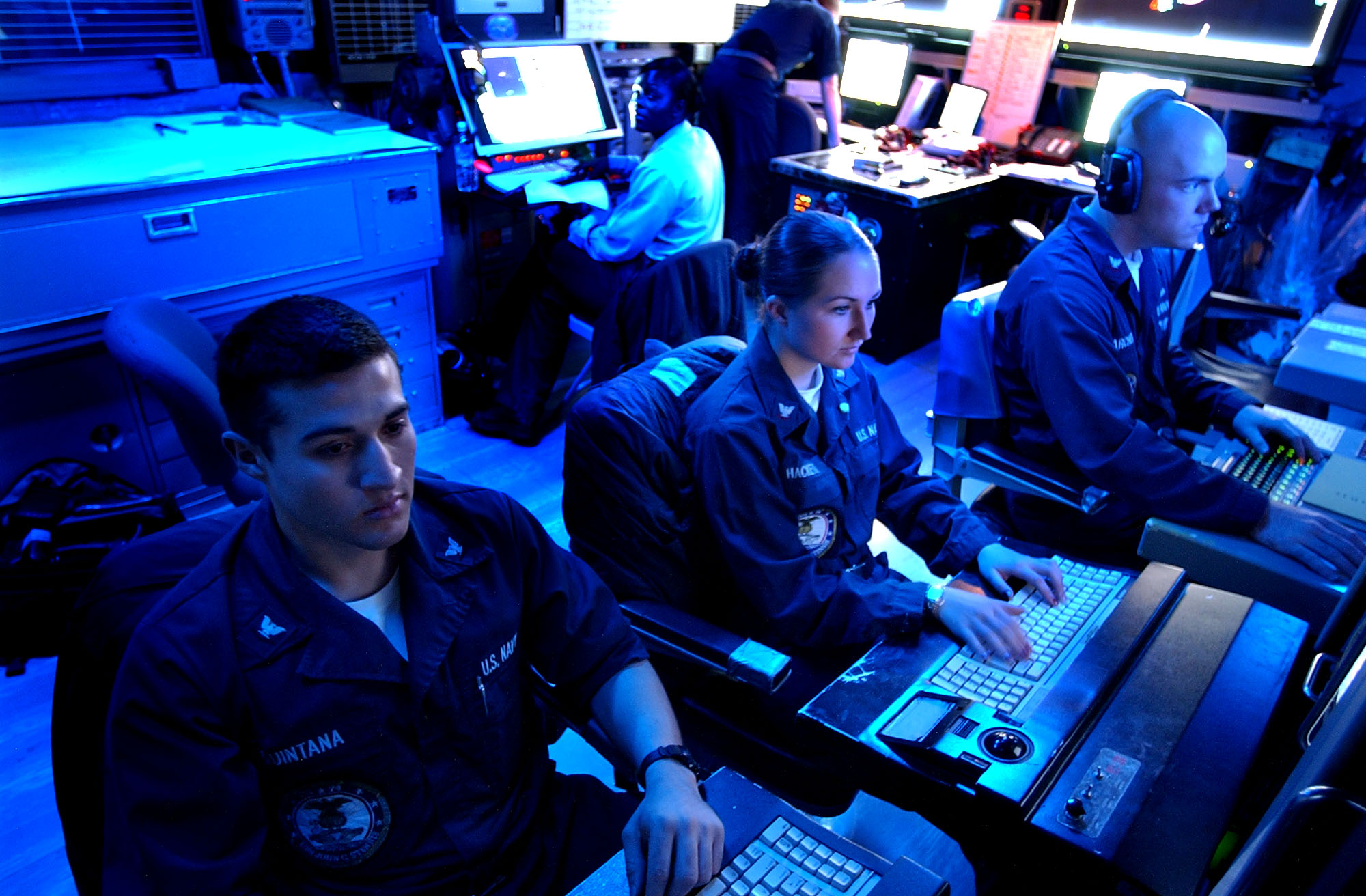
Soldaten der US-Marine in einer taktischen Übung

Cosims sind ein Nebenprodukt der frühen militärischen Sandkastenspiele, insbesondere des Kriegsspiels von 1811. Im 20. Jahrhundert entwickelten sich militärische Simulationen jedoch fort von den verhältnismäßig einfachen, regelbasierten Spielen hin zu komplexen Planspielen. Diese Planspiele werden oft von größeren Teams gespielt und haben einen oder mehrere Spielleiter, die den Informationsfluss kontrollieren und mit unerwarteten Ereignissen auch die Improvisationsfertigkeit der Spieler herausfordern. Neben den eigentlichen militärischen Handlungen werden auch Faktoren wie das Verhalten der Zivilbevölkerung, Engpässe durch zerstörte Infrastruktur, der Einfluss der Presse, Teamwork oder Autoritätsprobleme bei kritischen Entscheidungen thematisiert. Hier besteht eher eine Ähnlichkeit zu Rollenspielen als zu Brettspielen. In der Bundeswehr und bei anderen westlichen Streitkräften werden militärische Planspiele sowohl in der Ausbildung an den Militärschulen als auch im Übungsalltag durchgeführt. Einige militärische Planspiele werden öffentlich im Rahmen der Friedens- und Konfliktforschung genutzt, zum Beispiel vom Otto-Suhr-Institut.